# Roman v snopiču
Roman v snopiču (tudi trafikarski roman, nemško Heftroman, angleško dime novel, rus. бульварный роман) je oblika popularne literature, ki je izhajala v serijah v zvezkovnem formatu in bila na prodaj tudi zunaj knjigarn (v trafikah, trgovinah, pri kolporterjih).

## Zgodovina
Predhodnik romana v snopičih je feljtonski roman, ki se je v 30. letih 19. stoletja razvil v Franciji (Sue, Hugo, Dumas, Balzac, Nodier). Trafikarski roman se je izoblikoval po letu 1945 in v njem so bili združeni številni žanri. Na ta način je dosegel veliko popularnost, saj so se bralci našli v zgodbah o pustolovščinah, kriminalu, grozljivih dogodkih (ugrabitev, smrt, umor otroka, posilstvo, prešuštvovanje, skrivne druščine ipd.), ki jih je ponavadi doživel socialno šibek junak. Hkrati s popularnostjo romana v snopičih se je krepil tudi vpliv televizije, stripov, radia in revij, tematika je namreč v vseh naštetih medijih podobna. Prav s trafikarskim romanom nekateri literarni zgodovinarji datirajo začetek trivialne literature, saj poanta literature ni več upor proti družbi, ampak harmonizacija z njo. Posameznik se ni več upiral tehnologiji, ampak je bil nad njo navdušen in je podpiral njen razvoj. Žanri, ki so se osredotočali predvsem na potrebe človeka po razmerjih (ljubezen, užitki, stik s sočlovekom), pa so še vedno navidez zadovoljevali njegove želje (npr. ljubezenski roman).
V Nemčiji je izšlo tudi 370 milijonov izvodov letno. Avtorji so bili pripadniki srednjega sloja in so z založbami imeli sklenjene pogodbe, ki so določevale stil pisanja. V tega je založnik lahko tudi posegel in ga objavil pod drugim naslovom. Pogodba je določevala tudi znesek plačila, ki pa avtorjem ni omogočal bogastva. Med bralci so se izvajale tudi ankete o uspešnosti zgodb in odgovorom ustrezno so založniki pripravljali serije.
Zaradi vpliva drugih medijev se je porast trafikarskega romana v 60. letih zmanjšala, zadnjih 20 let pa se jih skorajda ne proizvaja več.

## Oblika
Zunanja oblika zvezkov je skrbela za bralsko prepoznavnost, kar se je doseglo z barvno opremo, fontom naslova, avtorjevim psevdonimom, naslovno sliko in napisom pod njo, slabim papirjem. Število strani v zvezku je bilo zaradi najcenejše metode tiskanja večkratnik števila 16 (najpogosteje gre za 64 ali 96 strani), prodajal pa se je po tretjini cene najcenejše knjige. Na nemško govorečem področju je zato poimenovan tudi Groschenroman,  na Slovenskem pogrošna literatura 'literatura za en groš'. Jezik je nezahteven: jedrnat, ne vsebuje zloženih povedi, določene besede pa se ves čas ponavljajo.
Sheme se držijo tudi literarne osebe in dogajanje samo. Stalne osebe so dober junak, hudoben nasprotnik, dobra, mila ženska in njena zlobna, seksualna nasprotnica. V zgodbi sledimo boju med zlim in dobrim, slednje vedno zmaga in v svetu zavlada harmonija.
Romani v snopiču so privlačili predvsem bralce med 16. in 29. letom, moški berejo predvsem pustolovske žanre, ženske pa ljubezenske in kriminalne romane.

## Najpogostejši žanri
Čeprav se v trafikarski roman zlivajo vsi žanri, so nekateri pogostejši od drugih. Med najpogostejše spadajo:
- Ljubezenski roman: glavni namen je čustvena izpopolnjenost glavnih dveh likov, ki morata za srečen konec prebroditi vrsto ovir. Gre za spopad med dobrim in slabim, ki je na koncu tudi kaznovano. Namenjen je predvsem ženskemu bralstvu in vsebuje mnogo podžanrov (doktor roman).
- Kriminalni roman: bolj popularen je med moškimi, za izhodišče jemlje kriminalno dejanje, za temo pa njihovo razreševanje. Njegovi podžanri so detektivski roman, ljubezenska kriminalka in sodna drama. Med najpopularnejše kriminalne romane spada James Bond, ki ga je napisal Ian Lancaster Fleming.
- Znanstvenofantastični roman (tudi znanstvena pripovedna proza): v njem prevladujejo motivi in teme, kot so polet v vesolje, obstoj nadzemeljskih bitij, tehnični napredek itd. Najbolj znani snopiči govorijo o Perryju Rhodanu (850 zvezkov), ki sta jih spisala Walter Ernsting in K. H. Scheer.
- Divjezahodni roman: pripoveduje o pustolovščini, ki jo omogoči zločin (npr. rop poštne kočije). Glavna tema romana je zasledovanje. Podobno kot pri ljubezenskem romanu je tudi tukaj prisoten konflikt med dobrim in zlim, ki je na koncu kaznovano. Danes je divjezahodni roman prisoten predvsem v filmih.

## Slovenci in roman v snopiču
Na Slovenskem so predhodniki romana v snopiču podlistki takratnih časopisov, kot so Slovenski narod, Slovenec, Jutro in Ljubljanski list, v katerem je leta 1885 izhajal roman Prokleta avtorja Émila Richebourga. Ta je dosegel tako veliko popularnost, da ga je nekaj let kasneje ponatisnil Viljem Požgaj v 8 snopičih. Povesti o Usnjeni nogavici (angleško Leatherstocking Tales) avtorja Jamesa Cooperja je leta 1900 v šestih zvezkih izdal Janez Giontini.
Leta 1956 se je pojavila zbirka Belo-črni zvezki, v kateri so izhajala dela Michela Zévaca, Alexandra Dumasa in Pierra Souvestra. Zvezki so bili natisnjeni v Mariboru. V 70. letih so tedensko izhajali doktor romani v 35.000 izvodih. Ljubezenski romani so izhajali v zbirki Ljubezenske zgodbe, za obstoj romana v 80. letih pa je skrbela Cankarjeva založba. Samostojnih divjezahodnih, znanstvenofantastičnih in stripovskih serij Slovenci zaradi maloštevilnosti nismo imeli, bili pa so dostopni v srbohrvaščini. Prodajali so se po trafikah, od tod oznaka trafikarski roman. Danes trafikarskih romanov skoraj ni več.